# نيل دودجيون
نيل دودجيون (بالإنجليزية: Neil Dudgeon)‏ هو ممثل بريطاني، ولد في 2 يناير 1961 بدونكاستر في المملكة المتحدة.

## أعمال

### أفلام
- (2004)  على حافة المنطق[4]
- (2007) سن أوف رامباو[5]

## وصلات خارجية
- نيل دودجيون على موقع IMDb (الإنجليزية)
- نيل دودجيون على موقع روتن توميتوز (الإنجليزية)
- نيل دودجيون على موقع ألو سيني (الفرنسية)
- نيل دودجيون على موقع ميوزك برينز (الإنجليزية)
- نيل دودجيون على موقع تيرنر كلاسيك موفيز (الإنجليزية)
- نيل دودجيون على موقع أول موفي (الإنجليزية)
- نيل دودجيون على موقع قاعدة بيانات الأفلام السويدية (السويدية)
- نيل دودجيون على موقع ديسكوغز (الإنجليزية)
- نيل دودجيون على موقع قاعدة بيانات الفيلم (الإنجليزية)
- نيل دودجيون على موقع كينوبويسك (الروسية)